# Nusa Harapan
Nusa Harapan is een bestuurslaag in het regentschap Simalungun van de provincie Noord-Sumatra, Indonesië. Nusa Harapan telt 3303 inwoners (volkstelling 2010).